# Albert Burkat
Albert Burkat (* 20. April 1906 in Herne; † 11. Dezember 1975) war ein deutscher Balletttänzer, Dramaturg und Librettist.

## Leben
Nach seiner tänzerischen Ausbildung an der Folkwangschule in Essen war er 1937 am dortigen Theater als Tänzer engagiert, von 1938 bis 1939 als Solist am Hof-/Staatstheater Stuttgart und von 1939 bis 1944 als Tänzer an der Deutschen Staatsoper in Berlin. Dort war er von 1946 bis 1955 als künstlerischer Beirat in der Ballettdirektion und seit 1951 als parteioffizieller Ballettdramaturg tätig. Als Librettist für die strikt der Doktrin des sogenannten Sozialistischen Realismus verpflichteten Ballette von Lilo Gruber und als Lieblingslibrettist des Komponisten Victor Bruns erfolgten seit 1953 viele für das moderne Ballett der DDR wichtige Zusammenarbeiten. Burkat arbeitete auch mit dem Komponisten Wolfgang Hohensee zusammen.
- 12. Juli 1953 Uraufführung des Balletts Das Recht des Herrn (Jus primae noctis). op. 27 von Victor Bruns (Musik), Albert Burkat (Librettist) und Daisy Spies (Choreographin) an der Deutschen Staatsoper Berlin.
- 1954 Uraufführung des Balletts Das Edelfräulein als Bäuerin. op. 31 von Victor Bruns und Albert Burkat an der Deutschen Staatsoper Berlin.
- 16. November 1957 Uraufführung des Balletts Neue Odyssee. op. 33 von Victor Bruns und Albert Burkat an der Deutschen Staatsoper Berlin (Regie: Lilo Gruber; Tänzer u. a.: Regina Gallo, Ilse Hurtig, Nora Mank).
- Trilogie Theseus. Ballette von Victor Bruns und Albert Burkat
  - Das Band der Ariadne, op. 46 (1969)
  - Ariadne auf Naxos, op. 54 (1974)
  - Phaedra, op. 56 (1975)

Am 30. März 1960 bekam Burkat zusammen mit Victor Bruns im Apollosaal der Deutschen Staatsoper Unter den Linden den Kunstpreis der DDR verliehen.

## Werke
Ballette
- Victor Bruns, Albert Burkat: Das Recht des Herrn (Jus primae noctis). Ballett in zwei Bildern. Breitkopf & Härtel, Leipzig 1954, OCLC 174163339.
- Victor Bruns, Albert Burkat: Das Edelfräulein als Bäuerin: Ballett in drei Bildern, op. 31, Libretto von Albert Burkat nach der gleichnamigen Erzählung von A. Puschkin 1954.
- Fritz Geissler, Albert Burkat, Gunther Hauer: Pigment: Ballett in 5 Bildern für Orchester und Chor. Breitkopf & Härtel, Leipzig 1959, DNB 1002730201.
- Victor Bruns, Albert Burkat, Gerhard Keil: Neue Odyssee: Ballett in 5 Bildern. Tanzhandlung von Albert Burkat; Klavierausz. bearb. von Gerhard Keil. Breitkopf & Härtel, 1960, DNB 1001723465.
- Drosselbart. Eine Ballett-Komödie in 5 Bildern. nach einem Märchen der Gebrüder Grimm von Albert Burkat. Musik Wolfgang Hohensee, Zeichnungen von Edmund Zeichner. Metropol-Theater, Berlin 1959.

Texte
- Albert Burkat: Der heimliche Garten. Ullstein, Berlin 1947, OCLC 19426439.
- Albert Burkat: La Compagnie de mime „Marcel Marceau“, Paris. Berliner Theater- u. Konzert-Agentur GmbH, Volksbühne, 1954, DNB 572571704.
- Albert Burkat: Das Ballett der Deutschen Staatsoper. In: Deutsche Staatsoper Berlin. 1955, S. 39–44.
- Albert Burkat – Ausführungen zum Werk. mit Bildern von Bert Heller. In: Schwanensee. Programm-Blätter und Hefte der Deutschen Staatsoper Berlin unter den Linden. 1959.
- Albert Burkat: Ballet de Cuba. Gastspiel in der Deutschen Demokratischen Republik. Deutsche Konzert- u. Gastspieldirektion GmbH, Berlin 1960, DNB 577114107.